# Marganana suilla
Marganana suilla är en insektsart som beskrevs av Ball 1935. Marganana suilla ingår i släktet Marganana och familjen dvärgstritar. Inga underarter finns listade i Catalogue of Life.